# Cytadela w Saint-Tropez
Cytadela w Saint-Tropez (fr. Citadelle de Saint-Tropez) – twierdza w Saint-Tropez, wzniesiona na przełomie stuleci XVI i XVII. Funkcje militarne pełniła do XIX wieku, przekształcona w muzeum morskie w XX stuleciu. 

## Historia
Pierwsze prace nad budową fortyfikacji rozpoczęto w 1583, w okresie wojen religijnych we Francji. Na wzgórzu nad miastem, zwanym Moulins wzniesiono wówczas szaniec otoczony fosą. Głównym celem budowy w tym miejscu twierdzy miała być obrona wybrzeża francuskiego przed atakami korsarzy oraz floty Imperium Osmańskiego.
Fortyfikacja wykorzystana została już w 1592, kiedy broniła wybrzeża przed atakiem księcia Sabaudii, Karola Emanuela I Wielkiego, który zaatakował ziemie francuskie i prowadził wojnę z królem Henrykiem IV. W 1598 broniła natomiast terytorium przed zagrożeniem ze strony Hiszpanii.
W 1602, decyzją Henryka IV, twierdza została rozbudowana pod kierunkiem królewskiego architekta, Raymonda de Bonnefonsa. W wyniku prac, zakończonych w 1607, powstał istniejący do dziś sześciokątny donżon z trzema okrągłymi basztami, z dostępem przez most zwodzony, otoczony fosą z przeciwskarpą. W czasie wojny trzydziestoletniej, 15 czerwca 1637, dzięki fortecznej artylerii użytej przez mieszkańców do obrony miasta, Saint-Tropez wytrzymało atak 21 hiszpańskich galer. Zdobyte przy tej okazji cztery hiszpańskie działa umieszczone zostały na tarasie cytadeli.
Cytadela ponownie odegrała rolę w czasie tzw. Frondy, buntu przeciwko wpływom kardynała Mazarinego. W lipcu 1652 została zdobyta przez frondystę, Louisa-Emmanuela d’Angoulême’a. W sierpniu 1652 odbiły ją jednak przez siły królewskie Ludwika XIV. Po 1674 służyła również jako ośrodek dla inwalidów wojennych, w ramach stworzonego przez Ludwika XIV systemu opieki nad weteranami, w skład którego wchodził także paryski kompleks Les Invalides. 
W 1730 w obrębie fortyfikacji założono kaplicę poświęconą św. Genowefie. Początkowo mieściła się ona w jednej z baszt donżonu, a w 1774 została przeniesiona do nowego budynku, znajdującego we wschodniej części kompleksu. Kaplica istniała do 1817, kiedy została przekształcona w magazyn. W 1793, w czasie wojny Francji z Anglią, twierdza służyła ochronie francuskich statków. 
W XIX wieku znaczenie obronne i wojskowe cytadeli zaczęło się stopniowo zmniejszać. W czasie I wojny światowej pełniła rolę więzienia dla żołnierzy państw państw centralnych. Natomiast w czasie II wojny światowej została zajęta przez wojska włoskie, a następnie niemieckie. 
W 1918 przestała być własnością wojska i przeszła w ręce państwa. W grudniu 1922 sam donżon został sklasyfikowany jako monument historique, a w lipcu 1995 ochroną objęto wszystkie elementy twierdzy. W 1992 cytadela została własnością gminy Saint-Tropez.

## Muzeum
W 1958 w obrębie cytadeli otwarto muzeum morskie, Musée national de la Marine. Zamknięto je w 2002, by rozpocząć prace modernizacyjne. W ich rezultacie, w lipcu 2013 otwarte zostało nowe muzeum historii morskiej, Musée d'histoire maritime. 
Placówka przedstawia pięćsetletnią historię Saint-Tropez i związki miasteczka z morzem. Ekspozycja prezentuje szeroki zakres morskiej działalności człowieka, od zwyczajowych technik rybackich stosowanych w czasie połowów na śródziemnomorskim wybrzeżu, poprzez dalekie wyprawy morskie za przylądek Horn i wzdłuż wybrzeża Afryki i Indii, do podróży parowców na Daleki Wschód. W muzeum ukazane zostały również sylwetki znanych osobistości pochodzących z Prowansji i związanych z morzem, jak markiz Pierre André de Suffren, Hippolyte de Bouchard i Jean-François Allard.

## Galeria

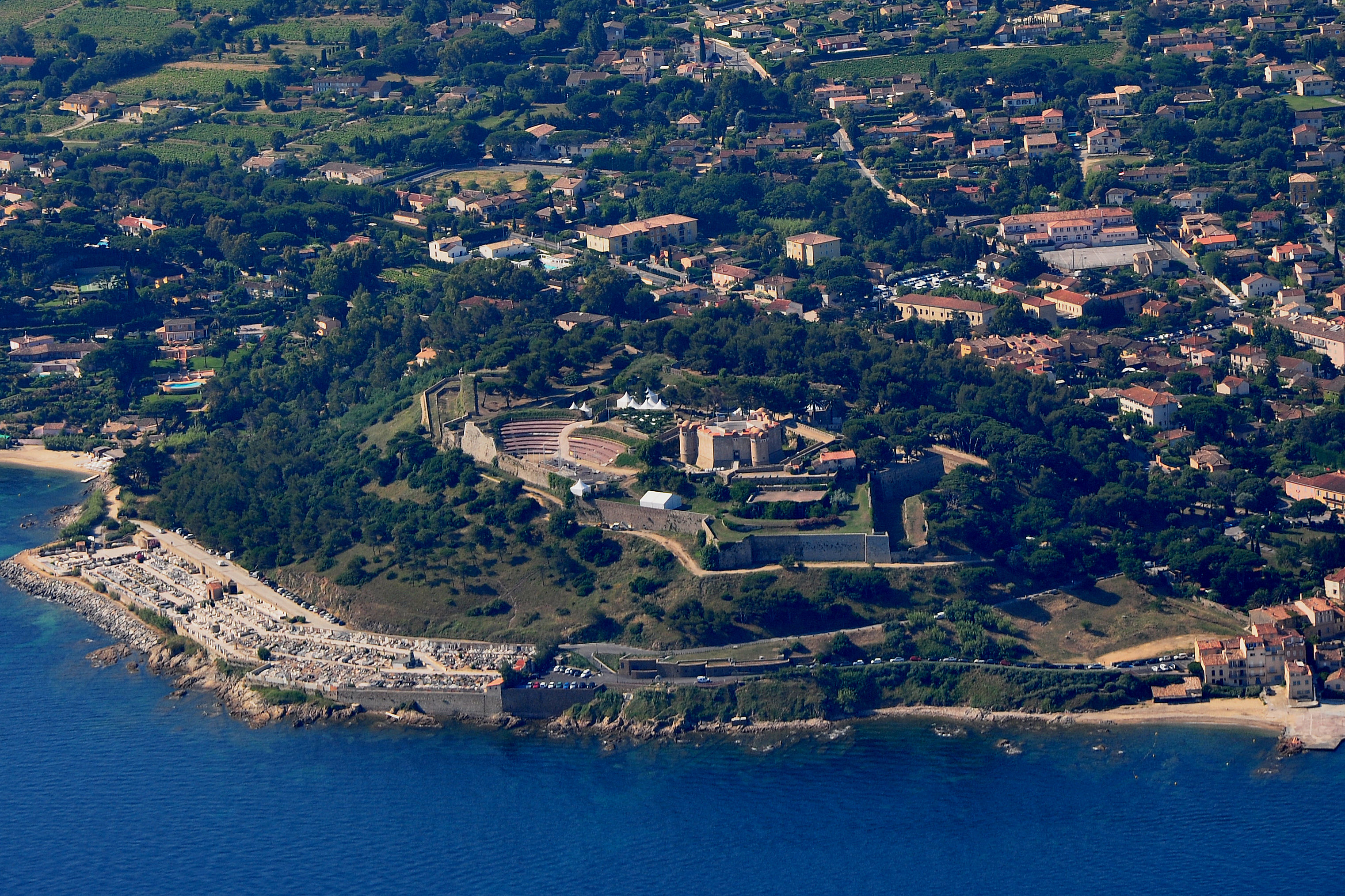
Widok lotniczy cytadeli
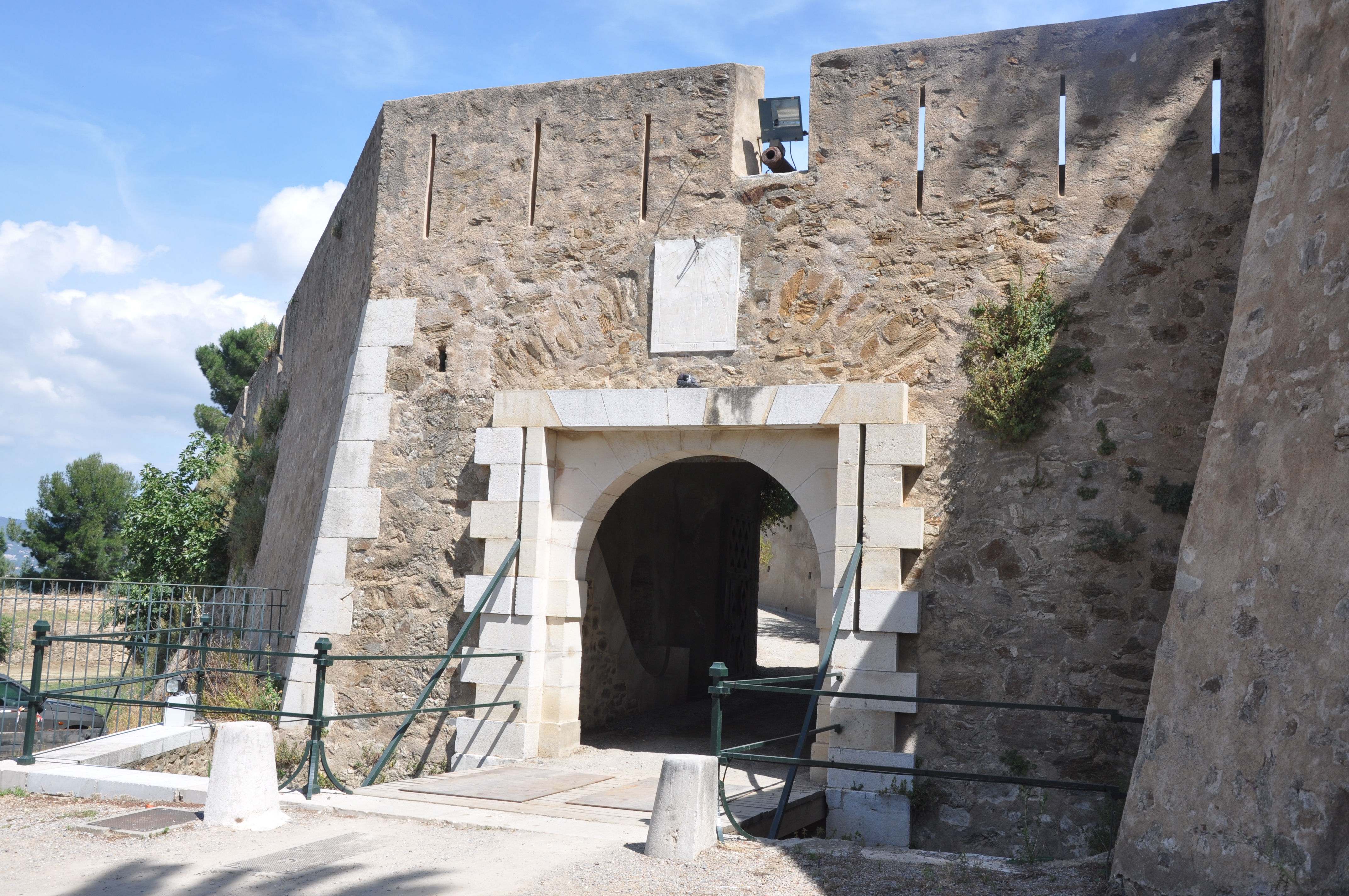
Brama
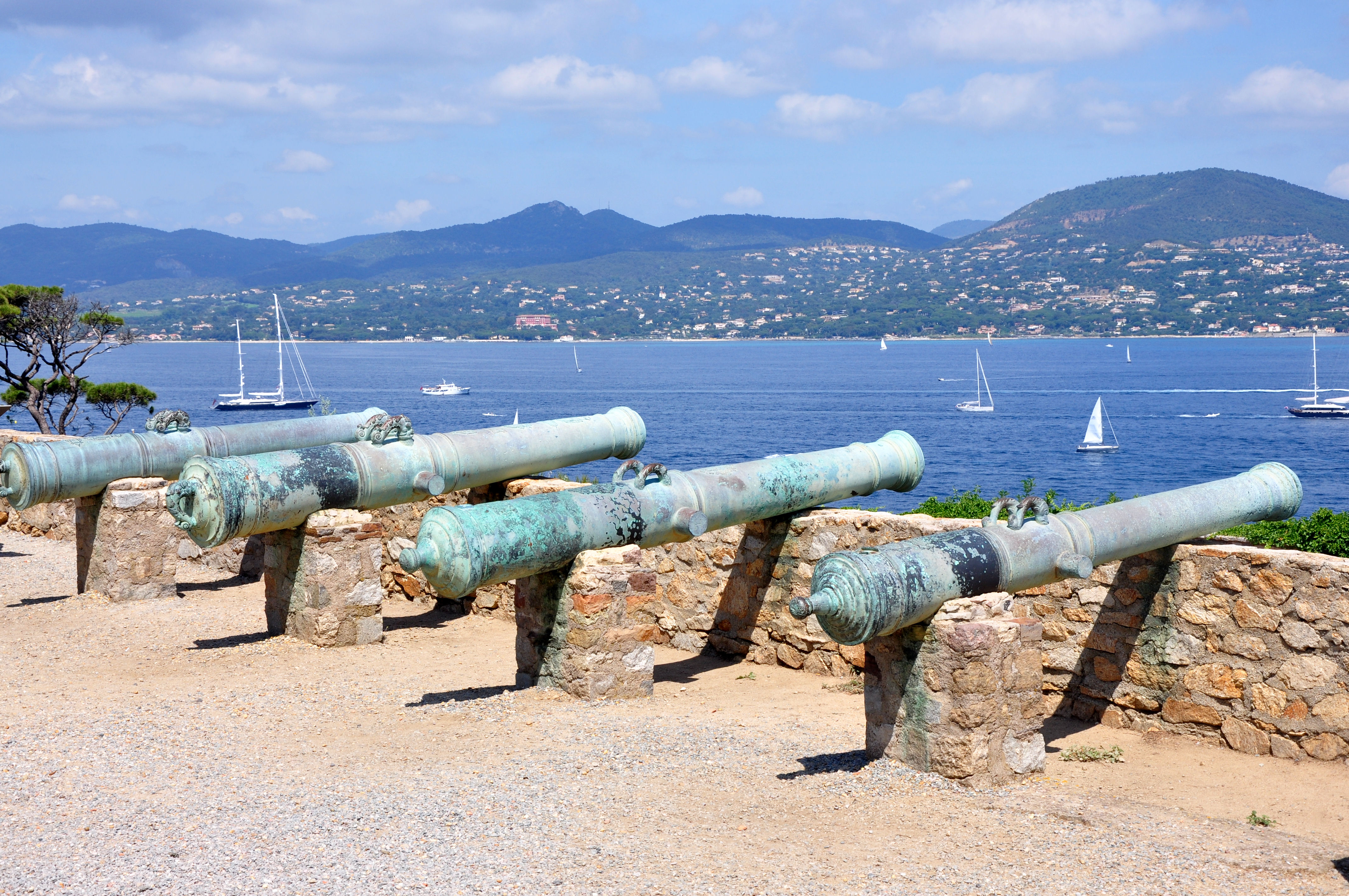
Armaty, panorama zatoki z murów cytadeli
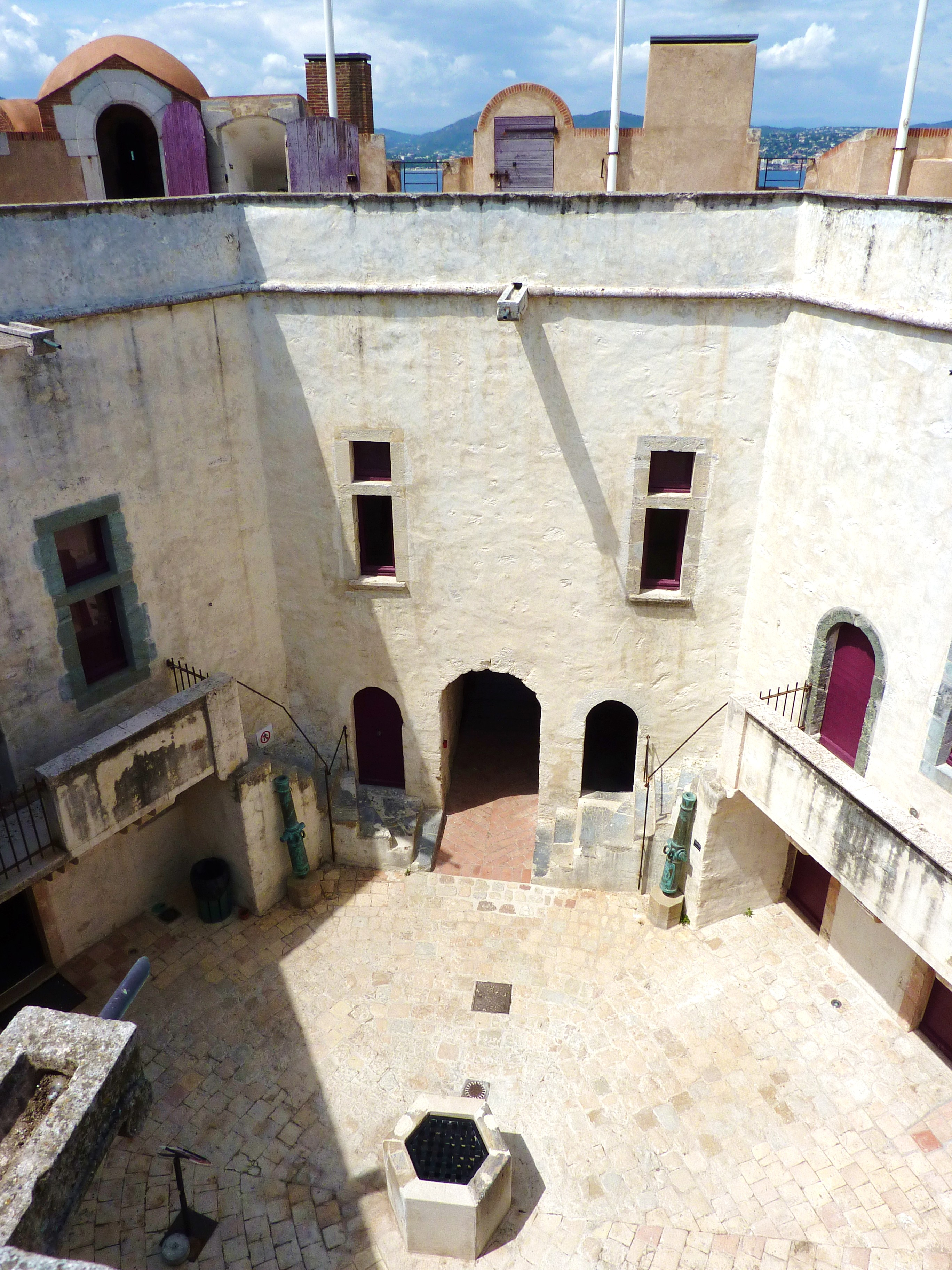
Dziedziniec donżonu
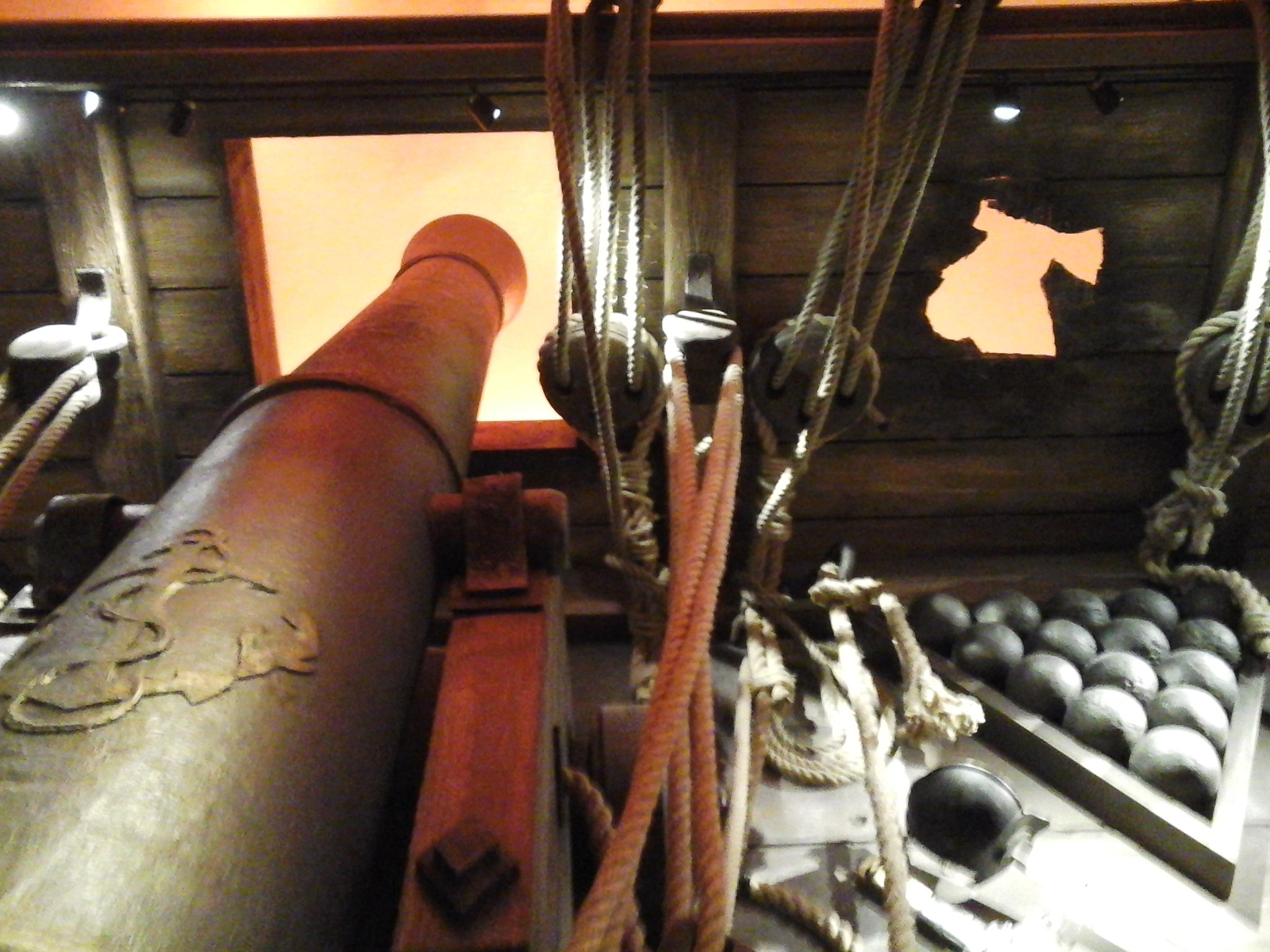
Ekspozycja muzealna
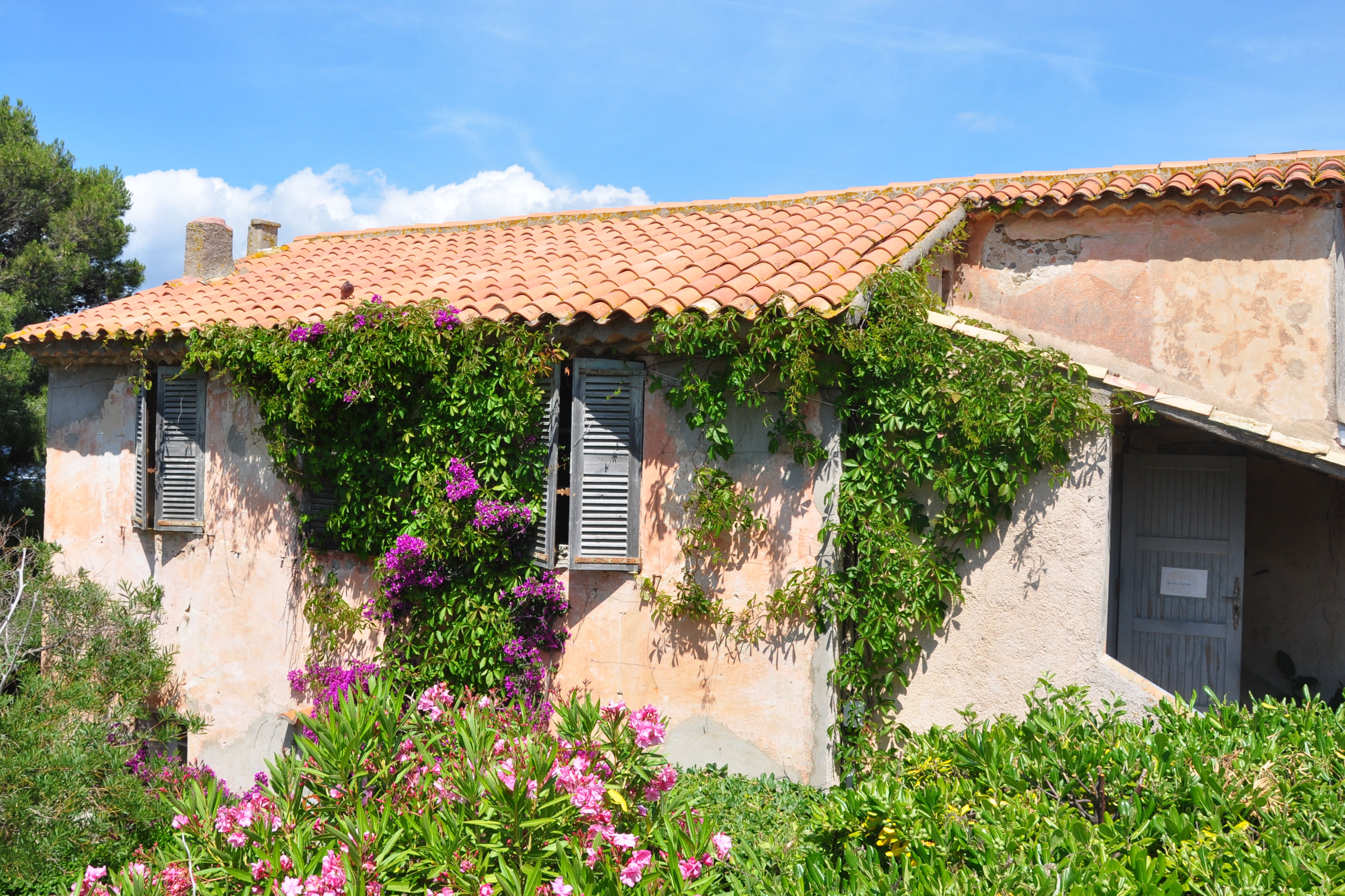
Dawna kaplica św. Genowefy